# راي كارلتون
راي كارلتون (بالإنجليزية: Wray Carlton)‏ هو لاعب كرة قدم أمريكية ولاعب كرة قدم كندية أمريكي، ولد في 18 يونيو 1937 في والاس في الولايات المتحدة.

## وصلات خارجية
- راي كارلتون على موقع مرجع كرة القدم المحترفة.كوم (الإنجليزية)
- راي كارلتون على موقع قاعة كارولاينا الشمالية للمشاهير الرياضية (الإنجليزية)